# 氣泡星雲
NGC 7635，也稱為氣泡星雲、Sharpless 162或Caldwell 11，是在仙后座內，靠近疏散星團M52的一個電離氫區發射星雲。這個"氣泡"是由一顆視星等+8.7的年輕高溫恆星SAO 20575 (BD+60 2522)創造的，它的質量大約是15± 5M☉。這個氣泡靠近巨大的分子雲，當它本身被中心的恆星激發時，包含了這個膨脹的氣泡星雲，並造成了它的成長。這個星雲是
在1787年被威廉·赫歇爾發現的，恆星SAO 20575或BD+602522的質量估計是44倍太陽質量。

## 業餘的觀測
使用8或10-英寸（250-）的望遠鏡，這個星雲看起來是包圍在恆星周圍非常暗淡的氣殼。鄰近在西方的一顆7等星會妨礙到觀測，但是可以利用側視法看見這個星雲。使用16到18-英寸（460-）的望遠鏡，可以看見這個微弱的星雲形狀是不規則的，在南北的方向上被拉長了。

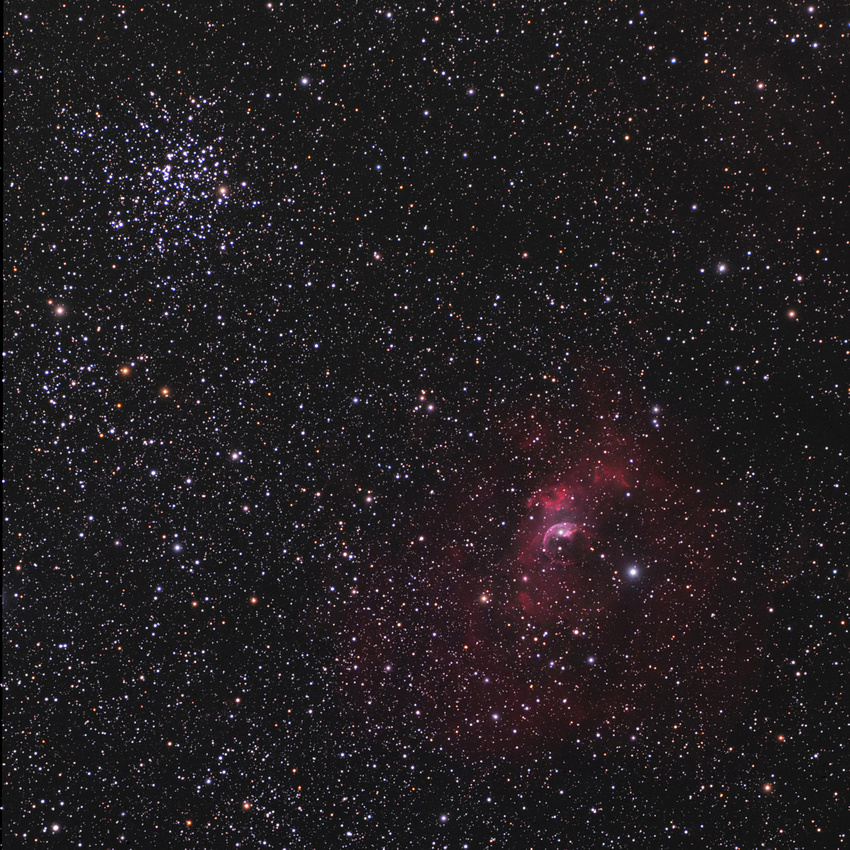
使用業餘的望遠鏡以廣視野捕捉到的NGC 7635和M52。

## 註解
1. 1 2 3 4 5 6 7  SIMBAD 2007
2. 1 2  Hubble Site, 2000. An Expanding Bubble in Space （页面存档备份，存于）. "diameter of 6 light-years", "distance of 7,100 light-years".
3. 1 2  APOD, , NASA, 2004年7月16日  [2011年1月16日], （原始内容存档于2010年9月6日）
4. 1 2  APOD, , NASA, 2006年10月18日  [2011年1月16日], （原始内容存档于2010年11月21日）
5. 1 2  .   [2008-12-15]. （原始内容存档于2001-09-04）.
6. 1 2 3 4  Kepple & Sanner 1998
7. 1 2 3  APOD, , NASA, 2005年11月7日  [2011年1月16日], （原始内容存档于2010年12月10日）

## 外部連結
- SIMBAD, , SIMBAD, Centre de Données Astronomiques de Strasbourg, February 23, 2007  [2011-01-16], （原始内容存档于2014-01-12）
- NGC7635 The Bubble Nebula
- WikiSky上关于氣泡星雲的内容：DSS2, SDSS, GALEX, IRAS, 氢α, X射线, 天文照片, 天图, 文章和图片